# Чилум (Мериленд)
Чилум (енгл. Chillum) насељено је место без административног статуса у америчкој савезној држави Мериленд.

## Демографија
По попису из 2010. године број становника је 33.513, што је 739 (-2,2%) становника мање него 2000. године.
| Група             | 2000.          | 2010.          |
| Белци             | 2.690 (7,9%)   | 1.298 (3,9%)   |
| Афроамериканци    | 21.468 (62,7%) | 17.323 (51,7%) |
| Азијати           | 987 (2,9%)     | 786 (2,3%)     |
| Хиспаноамериканци | 8.108 (23,7%)  | 14.099 (42,1%) |
| Укупно            | 34.252         | 33.513         |